# Інкунабула
Інкуна́була (лат. incunabula — колиска, початок) — книжка, памфлет або односторонній відтиск, видрукований (а не переписаний вручну) в Європі від початку книгодрукування і до 1 січня 1501 року. Видання цього періоду є вкрай рідкісними, оскільки їхній наклад був у межах 100–300 примірників.
Найдавнішою з відомих друкованих книг українського автора вважають «Прогностичну оцінку поточного 1483 року магістра Юрія Дрогобича з Русі, доктора мистецтв и медицини славетного Болонського університету» (Iudicium prenosticon Anni MCCCCLXXXIII currentis Magistri Georgii Drohobicz de Russia almi studii Boloniensis atrium et medicine doctoris).

## Історія

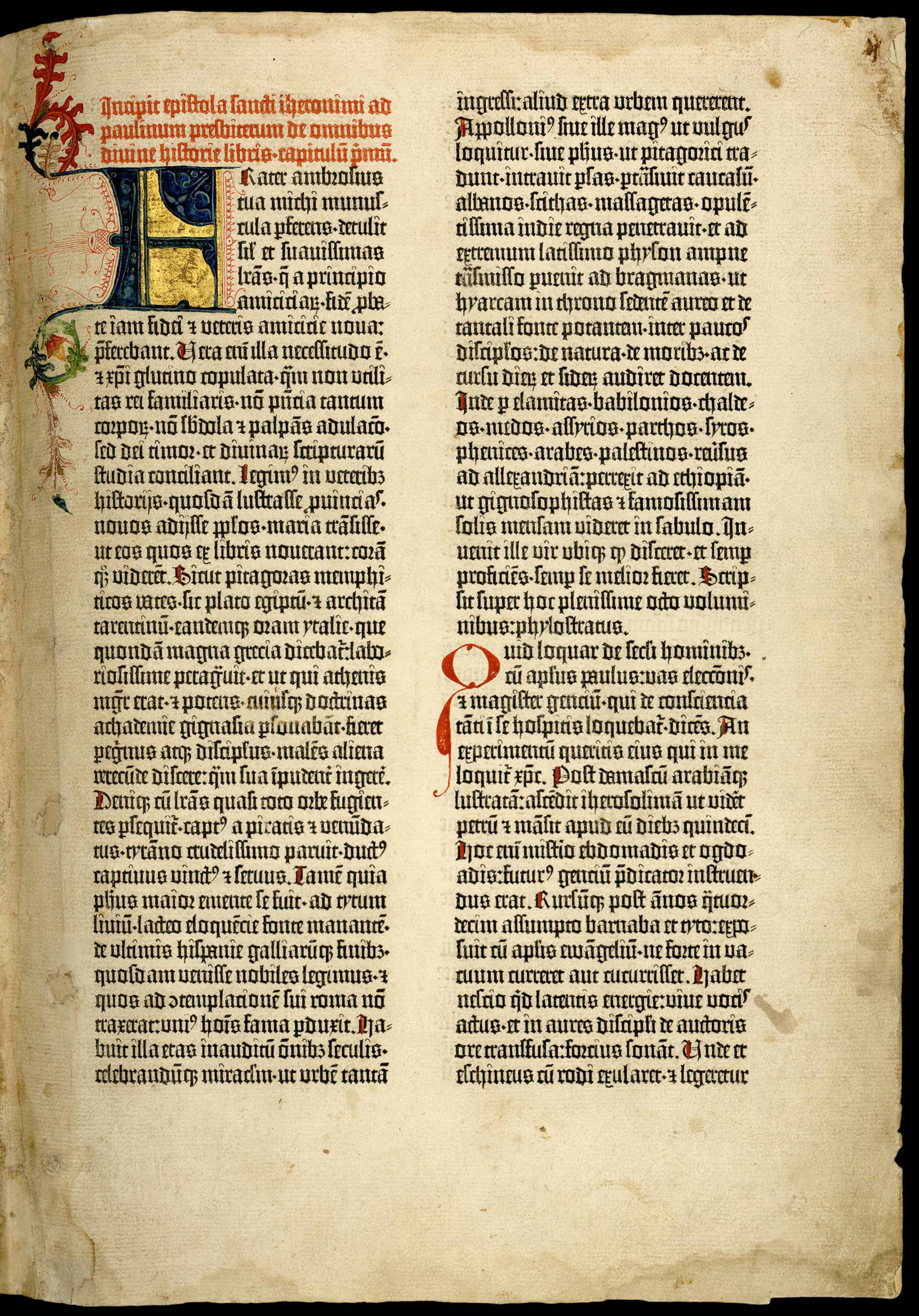
Біблія Гутенберга

Інкунабули дуже схожі до рукописних книг як за шрифтовим оформленням, так і за зовнішніми характеристиками. Першодрукарі у всьому наслідували рукописи, адже не мали інших зразків. На перших друкованих книгах не позначали ні року, ні місця друку, ні друкарні.
З XVII століття початок витоку «інкунабулознавства» — дисципліна, що вивчала первістки друкарського верстату — інкунабули, або видання XV століття.
Термін був уперше застосований Бернардом фон Малінкродтом з Мюнстера у 1639 році у памфлеті «Розвиток прогресу типографського мистецтва» (лат. De ortu et progressu artis typographicae) і утвердився в XVIII столітті.
Інкунабули поділяють на два типи: ксилографічні та типографські. Типографським способом була надрукована Біблія Гутенберга. Деякі автори вважають інкунабулами видання, виконані винятково типографським способом.
У більшості видань використовували латинську мову, але друкувалися книги й іншими мовами. Основними покупцями інкунабул були вчені, знать, адвокати та священнослужителі. Інкунабули друкувалися без абзаців.
У XIX столітті з'явились перші каталоги інкунабул. Вичерпним каталогом такого роду є «Gesamtkatalog der Wiegendruck», скомпільований Державною бібліотекою у Берліні. Німецькі інкунабули описані в рамках проєкту «Sammlung Deutscher Drucke». Також важливим є каталог інкунабул «Incunabula Short-Title Catalogue» Британської бібліотеки.
18 мов, якими друкувалися інкунабули в порядку спадання кількості: латинська, німецька, італійська, французька, голландська, іспанська, англійська, іврит, каталонська, чеська, грецька, церковнослов’янська, португальська, шведська, бретонська, данська, фризька та сардинська.

## Особливості інкунабул
Інкунабули мають свої особливості, що відрізняють їх від наступних видань. Насамперед це особливий папір ручного виробництва з ганчір'яної сировини. Цей папір особливо цупкий і відрізняється від паперу пізніших сортів. Особливістю інкунабул є також те, що першодрукарі намагалися якомога точніше відтворити в друкованих книгах вигляд рукописних книжок. Інкунабули часто не мають титульного аркуша (як і в рукописних книгах). Вихідні дані в книзі розміщували в кінці тексту книги — в колофоні.
У тексті інкунабул відсутній поділ на абзаци. З нових рядків починалися лише розділи, а в середині розділу текст був суцільним. Заголовки і орнаментальну частину тривалий час відтворювали вручну. Ініціали та прикраси на берегах додавалися після друку художниками-ілюмінаторами. Шрифти кожного з друкарів мають індивідуальний характер. Загально поширеним був готичний малюнок шрифту. Наприкінці 60-х років XV століття в Італії виник шрифт антиква, який був зручніший для латиниці. В інкунабулах представлені також кириличний, глаголичний, грецький, єврейський шрифти.
Друкували інкунабули насиченою чорною фарбою. Заголовні літери та окремі слова, з яких починалися важливі для змісту речення, позначалися додатково червоною або синьою фарбою. Формат книжок був переважно великий, на аркуш паперу (in folio; звідси фоліант). Береги книжок були обов'язково широкі. Зазвичай книги виготовляли без оправ, оскільки передбачалося, що кожен власник замовить палітурку для свого примірника за власними уподобаннями й фінансовими можливостями.
Наклад інкунабул спочатку був від 100 до 300 примірників, наприкінці XV сторіччя — 1–2 тисячі примірників.

## Зібрання інкунабул
Найбільшими зібраннями інкунабул володіють такі бібліотеки:
- Баварська державна бібліотека (18 550)[4]
- Британська бібліотека (12 500)[5]
- Французька національна бібліотека (12 000)[6]
- Ватиканська бібліотека (8 000)[7]
- Австрійська національна бібліотека (8 000)[8]
- Вюртемберзька земельна бібліотека (7 084)[9]
- Російська національна бібліотека (7 000)
- Бібліотека Бодлеяна (5 623)[10]
- Бібліотека Конгресу США (5 600 прим., 3797 назв)[11][12]
- Російська державна бібліотека (5 300)
- Гантінгтонська бібліотека (5 000)
- Бібліотека герцога Августа (5 000)
- Бібліотека Кембриджського університету (4 650)[13]
- Національна бібліотека Вітторіо Емануеле III в Неаполі (4563)[14]
- Бібліотека Джона Райландса (4 500)
- Державна бібліотека в Берліні (4 442)[15]
- Королівська бібліотека Данії (4425)[16]
- Клементінум, Прага (4200)[17]
- Національна центральна бібліотека Флоренції (4000)[18]
- Бібліотека Альбертіна (3700)[19]
- Бібліотека Ягеллонського університету (3666)[20]
- Бібліотека Гарвардського університету (3 600)
- Нижньосаксонська земельна й університетська бібліотека (Геттінген) (3100)[21]
- Національна бібліотека Іспанії (3100)[22]
- Бібліотека Мазаріні (2 370)
- Національна бібліотека святого Марка (2 283)
- Амброзіанська бібліотека (2 100)
- Страсбурзька національна й університетська бібліотека (2 098)[23]
- Морганівська бібліотека (бл. 2 000)
- Римська національна центральна бібліотека (2 000)[24]
- Королівська бібліотека Нідерландів (2 000)
- Угорська національна бібліотека (1 814)
- Гайдельберзька університетська бібліотека (1 800)
- Сент-Гальська монастирська бібліотека (1 650)
- Туринська національна університетська бібліотека (1 600)[25]
- Національна бібліотека Португалії, Лісабон (1 597)[26]
- Падуанська університетська бібліотека, Падуя (1 583)[27]
- Бібліотека Святої Женев'єви, Париж (1 450)[28]
- Художній музей Волтерс (1,250)[29]
- Коледж Брін Мар (1 214)
- Ліонська міська бібліотека, Ліон (1 200)[30]
- Бібліотека Коломбіна, Севілья (1 194)[31]
- Бібліотека Іллінойського університету в Урбана-Шампейні (1 130)[32]
- Університетська бібліотека Глазго (більше 1000)[33]
- Брідвельська бібліотека, Даллас (більше 1 000)[34]
- Ньюберійська бібліотека (1 000)
- Муніципальна бібліотека Безансона (бл. 1 000)
- Гантінгтонська бібліотека (Каліфорнія) (827)[35]
- Філадельфійська вільна бібліотека (більше 800)
- Бібліотека Принстонського університету (750) (разом з Шейдеською бібліотекою)
- Бібліотека Лейденського університету (700)
- Муніципальна бібліотека Гренобля, Гренобль (654)
- Медіатека Чеккано, Авіньйон (624)[36]
- Гуманістична бібліотека (Селеста) (550)[37]
- Медіатека В'єй-Іль (Агено) (541)[38]
- Бібліотека Сарагоського університету, Сарагоса (405)[39]

### Інкунабули в бібліотеках України
В Україні зібрання інкунабул мають (список є неповним):
- Національна бібліотека України імені В. І. Вернадського (524)
- Одеська національна наукова бібліотека (52)
- Львівська наукова бібліотека імені Василя Стефаника НАН України (49)
- Наукова бібліотека Львівського національного університету імені Івана Франка (49)
- Наукова бібліотека Ужгородського національного університету (32)
- Центральна наукова бібліотека Харківського національного університету імені В. Н. Каразіна (18)
- Харківська державна наукова бібліотека імені В. Г. Короленка (8)
- Наукова бібліотека Одеського національного університету імені І.І. Мечникова (5)
- Наукова бібліотека імені М.Максимовича Київського національного університету імені Тараса Шевченка (1)
- Вінницька обласна універсальна наукова бібліотека ім. К. А. Тімірязєва (1)[40]
- Наукова бібліотека Чернівецького національного університету імені Юрія Федьковича (?)

### Каталоги інкунабул
- Ludwig Hain, Repertorium bibliographicum, in quo libri omnes ab arte typographica inventa usque ad annum MD typis expressi ordine alphabetico vel simpliciter enumerantur vel adcuratius recensentur, Paris / Stuttgart, 1826–1838. Voir sur Gallica [Архівовано 18 грудня 2016 у Wayback Machine.], une édition de 1925 : vol.1-1 [Архівовано 8 жовтня 2013 у Wayback Machine.], vol.2-1 [Архівовано 8 жовтня 2013 у Wayback Machine.], vol.2-2 [Архівовано 8 жовтня 2013 у Wayback Machine.]
- Walter Arthur Copinger, Supplement to Hains's Repertorium bibliographicum, London, 1895–1902
- Dietrich Reichling, Appendices ad Hainii-Copingeri Repertorium bibliographicum : additiones et emendationes, 6 fasc., München, 1905–1914.
- Catalogue des incunables de la bibliothèque de Toulouse rédigé par le Dr. Desbarreaux-Bernard, Toulouse, Privat, 1878.
- Catalogue of Books printed in the XVth century, now in the British Museum, Londres, 1908.
- Catalogue des incunables de la Bibliothèque nationale [puis de la Bibliothèque nationale de France], BnF, Paris, 1981.
- Catalogues régionaux des incunables de bibliothèques publiques de France, Société des bibliophiles de Guyenne, Bordeaux, puis Bibliothèque nationale [de France], Paris, 1979.
- G. Sajo et E. Soltesz, Catalogus incunabulorum quae in bibliothecis publicis Hungariae asservantur, Budapest, 1970.
- M. Bohonos, A. Kawecka-Gryczowa et E. Szandorowska, Catalogus incunabulorum quae in bibliothecis Poloniae asservantur, Варшава, Краків, 1970.
- Incunabula in Dutch libraries : a census of fifteenth-century printed books in Dutch public collections, Nieuwkoop, 1983, 2 vol.
- F. R. Goff, Incunabula in American libraries : A third census of the XVth century books recorded in North American collections, New York, 1973.
- Indice generale degli incunaboli delle biblioteche d'Italia a cura del Centro nazionale d'informazioni bibliografiche, Rome, 1943–1981, 6 vol.
- Bibliothecae Apostolicae Vaticanae Incunabula, Biblioteca Apostolica Vaticana, Vatican, 1997, 4 vol. ISBN 88-210-0676-X

### Інкунабули в Україні
- Каталог інкунабул / Укл. Б. Зданевич. — К. : Наукова думка, 1974. — 252 с.
- Запаско Я.П., Мацюк О.Я. Львівські стародруки: Книгознавчий нарис. – Львів: Каменяр, 1983. – 175 с.
- Шовкопляс І. Г. Книжкові фонди Центральної наукової бібліотеки імені В. І. Вернадського Академії наук УРСР: Короткий огляд. — К., 1989. — С. 53–55, 75–77.
- Бирюк Я. Інкунабули Центральної наукової бібліотеки Академії наук Української РСР // Архіви України. — 1965. — № 5. — С. 73–79.
- Рева Л. Г. Видання Швайпольта Фіоля у фондах відділу стародруків та рідкісних видань ЦНБ // Бібліотечний вісник. — 1994. — № 3. — С. 20–21.
- Бондар Н. Першодруки НБУВ // Бібліотечний вісник. — 1999. — № 1. — С. 23–29.
- Соколов В. Західноєвропейські видання з астрономії XV ст. у фондах Національної бібліотеки України імені В. І. Вернадського (історико-книгознавчий аналіз) // Вісник книжкової палати. — 2001. — № 4. — С. 23–27.
- Бондар Н. П. Найдавніші інкунабули Національної бібліотеки України імені В. І. Вернадського (у контексті висвітлення гутенбергівської тематики) // Наукові праці НБУВ. — К., 2003. — Вип. 10. — С. 98–136.
- Ковальчук Г. Борис Зданевич і його відкриття Provinciale Romanum // Наукові праці НБУВ. — К., 2003. — Вип. 10. — С. 67–82.
- Швець Н. Зведений каталог інкунабул, що зберігаються у бібліотеках та музеях Львова. — 2002 (рукопис).
- Бібліотека Унівської Свято-Успенської Лаври: стародруки, рідкісні видання і рускописи : каталог / Укр. католицький ун-т, Ін-т церков. музики, Свято-Успенська Унівська Лавра Студійського уставу ; уклад. Юрій Ясіновський. – Львів : Вид-во Львівської політехніки, 2017. – 294 с. : іл.
- Швець Н. Примірник Краківського бревіарію 1498 р. у НБ ЛУ // Зб. праць РРК, С. 41–62; НБ ЛНУ рук. 255 IV; Архів бібліотеки ф. 31, оп. 4, 226, 400/1.
- Фаас, І. Я. Інкунабули Центральної наукової бібліотеки м. Одеси (Матеріали до зводного каталогу інкунабул бібліотек України) / І. Я. Фаас. — Одеса : Центральна наукова б-ка, 1927. — 26 с. — (Праці Центральної наукової бібліотеки). — Бібліогр. в підряд. приміт.
- Інкунабули (першодруки) Наукової бібліотеки Львівського національного університету імені Івана Франка: каталог = Incunabula Bibliothecac Universitatis Leopoliensis: catalogus / Львівський національний університет імені Івана Франка, Наукова бібліотека; [уклав Ф. П. Максименко: передмова — Ф. П. Максименко; упорядники М. Ільків-Свидницький, В. Кметь; вступна стаття — М. Ільків-Свидницький, В. Кметь;]. — [Видання 2-ге розширене та доповнене]. — Львів: ЛНУ імені Івана Франка, 2011. — 122 с., іл. — Анотована бібліографія: с. 97–114. — До 400-річчя Наукової бібліотеки та 350-річчя Львівського національного університету імені Івана Франка.
- Козицький А. Енциклопедія Львова. Том 2. — 2008. — 608 с. — ISBN 978-966-7007-69-0.